# 正覚寺 (大阪市平野区)
正覚寺（しょうがくじ）は、大阪市平野区加美正覚寺にある単立寺院。山号は成等山（じょうとうさん）。奇数日の午前9時半と午後1時半に一般参詣できる。

## 歴史
天長2年（825年）に空海（弘法大師）により開基。かつては境内四町四方、本堂二十一間四面、不動堂七間四面、その他山門、廻廊、伽藍等巍々たる名刹で、東之坊ほか五坊を有する巨刹だった。
明応2年（1493年）2月25日に畠山政長が室町幕府10代将軍足利義材と幕府軍と共に高屋城に籠る畠山義豊を攻めた。この時に政長、義材は正覚寺城（現在の旭神社）に本陣を置いた。しかし、義豊に荷担した細川政元が4月、京都で謀反（明応の政変）を起こすと、味方であった筈の幕府軍4万余の軍勢が敵方にまわり、政長らが籠る正覚寺城に攻め寄せてくると、4月23日に陥落し政長は自害、義材は捕虜となった。
寺は兵火に合い三日三晩燃え続け、寺院内の高僧や修行僧は寺院と運命を共にした（正覚寺合戦）。
以後、正覚寺は廃寺となり、現在、正覚寺旧六坊（柳之坊、池之坊、中之坊、大寺坊、揚々之坊、東之坊）のうち成等山（正覺寺）東之坊（加美正覚寺2丁目8−5、浄土宗鎮西派）のみ現存し、山門の傍らに『正覚廃寺の由来碑』がある。
現在の復興された正覚寺の前に由来記板があり、そこに『天長年間弘法大師開基（中略）昭和十二年に太田上人が三晩日昭上人の夢を見て報恩のために再建を決意、昭和三十七年に完成した』と記されている。

## 交通アクセス
- JR平野駅から徒歩約10分

## 主な行事
- 毎月1日　午前9時　月中安泰祈祷会
- 毎月13日　午前9時　宗祖月御命日報恩会
- 1月1日～2日　年中安泰加持祈祷会
- 1月8日～24日　寒行
- 2月3日　節分会　星祭
- 2月15日　釈尊涅槃会
- 3月彼岸中日　春季彼岸施餓鬼法要
- 4月7日　釈尊御降誕会
- 4月29日　立教開宗会
- 6月1日　御更衣式
- 8月9日　千日詣
- 8月17日　盂蘭盆施餓鬼供養
- 9月13日　龍口法難会
- 9月彼岸中日　秋季彼岸施餓鬼法要
- 10月13日　宗祖御会式大法要
- 11月中旬の日曜日　七五三祝祷会
- 12月31日　歳末読誦会

## 脚註
1. ↑  門前に『宗教法人 正日蓮宗 成等山 正覚寺』と記されている。
2. ↑  大阪史蹟辞典（清文堂出版 昭和61年 ISBN 4792423414）274ページ